# Stazione di San Lorenzo-Cipressa
Stazione di San Lorenzo-Cipressa 2001-ben bezárt vasútállomás Olaszországban, San Lorenzo al Mare településen.

## Vasútvonalak
Az állomást az alábbi vasútvonalak érintették:
- Genova–Ventimiglia-vasútvonal

## Kapcsolódó állomások
A vasútállomáshoz az alábbi állomások vannak a legközelebb:
- Stazione di Santo Stefano-Riva Ligure
- Stazione di Imperia Porto Maurizio